# Małgorzata Kozaczuk
Małgorzata Kozaczuk (ur. 6 czerwca 1988 w Warszawie) – polska szablistka, indywidualna i drużynowa mistrzyni Polski, reprezentantka Polski. Jest żołnierzem Wojska Polskiego.

## Kariera sportowa
Jest zawodniczką AZS-AWF Warszawa. Jej największymi sukcesami na arenie międzynarodowej było drużynowe młodzieżowe (do lat 23) wicemistrzostwo Europy oraz brązowy medal indywidualnie w 2011.
Reprezentowała Polskę na mistrzostwach świata seniorów w 2007 (45 m. indywidualnie i 6 m. drużynowo), 2010 (41 m. indywidualnie i 6 m. drużynowo), 2014 (14 m. indywidualnie i 6 m. drużynowo) i 2015 (26 m. indywidualnie i 4 m. drużynowo) oraz mistrzostwach Europy seniorów w 2004 (5 m. drużynowo i 6 m. indywidualnie), 2007 (6 m. drużynowo i 30 m. indywidualnie), 2012 (4 m. drużynowo i 23 m. indywidualnie), 2014 (5 m. drużynowo, 23 m. indywidualnie), 2015 (5 m. drużynowo, 21 m. indywidualnie), 2016 (17 m. indywidualnie). Była także rezerwową na Igrzyskach Olimpijskich w Pekinie (2008), ale ostatecznie nie wystąpiła na planszy.
Na mistrzostwach Polski wywalczyła złoty medal indywidualnie w 2020, złote medale drużynowo w 2004, 2005, 2007, 2009, 2013, 2014, 2015 i 2017 srebrne medale drużynowo w 2006, 2010, 2011 i 2016, brązowe medale drużynowo w 2008 i 2012, srebrne medale indywidualnie w 2013 i 2016, brązowe medale indywidualnie w 2006, 2007, 2008, 2010, 2014 i 2017.